# Ernst Ruska
Ernst August Friedrich Ruska, nemški fizik, * 25. december 1906, † 27. maj 1998.
Leta 1986 je prejel polovico Nobelove nagrade za fiziko za delo o elektronski optiki.